# وليام كاسل
وليام كاسل (بالإنجليزية: William Castle)‏ مواليد 24 أبريل 1914 في نيويورك، نيويورك، الولايات المتحدة - الوفاة 31 مايو 1977 في لوس أنجلوس، هو ممثل ومخرج ومنتج وكاتب سيناريو أمريكي.

## الأعمال
- أفعى النيل
- فيلم ثلاثي الأبعاد
- طفل روزماري
- شامبو

## روابط خارجية
- وليام كاسل على موقع IMDb (الإنجليزية)
- وليام كاسل على موقع الموسوعة البريطانية (الإنجليزية)
- وليام كاسل على موقع ألو سيني (الفرنسية)
- وليام كاسل على موقع تيرنر كلاسيك موفيز (الإنجليزية)
- وليام كاسل على موقع أول موفي (الإنجليزية)
- وليام كاسل على موقع قاعدة بيانات برودواي على الإنترنت (الإنجليزية)
- وليام كاسل على موقع قاعدة بيانات برودواي على الإنترنت (الإنجليزية)
- وليام كاسل على موقع قاعدة بيانات الأفلام السويدية (السويدية)
- وليام كاسل على موقع إن إن دي بي (الإنجليزية)
- وليام كاسل على موقع ديسكوغز (الإنجليزية)